# Jiří Langer (etnolog)
Jiří Langer (* 27. dubna 1936 Brno) je český etnolog, historik a muzejní pracovník zaměřený zejména na lidovou architekturu Západních Karpat. Specializuje se na terénní výzkumy dřevěných kostelů a architekturu venkova. Je spoluzakladatelem několika skanzenů, hlavně na Slovensku.

## Život
Dětství prožil v Praze na Hanspaulce. Původně se chtěl stát ilustrátorem knih jako Ondřej Sekora, ke kterému chodil domů na hodiny kreslení. Dostalo se mu tam mnoha cenných rad: vzít si jako předlohu kresby Mikoláše Alše a pokusit se je nakreslit stejně jako on tak, aby tam nebylo ani o čáru víc ani míň a přitom nepoužívat gumu. Po maturitě na gymnáziu nebyl přijat na studium grafiky na Akademii výtvarných umění a před vojnou jej zachránila možnost nastoupit do třetího ročníku Střední uměleckoprůmyslové školy a pokračovat studiem historie na Filozofické fakultě Univerzity Karlovy.
V roce 1958 se oženil s Jaroslavou Vavrochovou a roku 1960 spolu natrvalo opustili Prahu. V březnu 1960 nastoupil jako historik Oravského muzea na Oravský hrad, kde setrval až do roku 1963. V letech 1963–1965 pracoval v Okresním domě osvěty v Dolném Kubíně a v letech 1965–1971 v Oravské galerii, kterou spoluzakládal a stal se jejím prvním ředitelem. Zasloužil se o získání a zpracování rozsáhlého fondu tradičního výtvarného umění Oravy, nyní prezentovaného ve stálé expozici lidové plastiky na Slanickém ostrově. Roku 1971, po krátkém působení v Krajském středisku památkové péče a ochrany přírody v Banské Bystrici, nastoupil do Valašského muzea v přírodě v Rožnově pod Radhoštěm, kde pracoval až do roku 1996. Má dvě dcery. Je synovcem Žofie Bohumily Langrové. Celý jeho život včetně fotodokumentace je zachycen v archívu Paměti národa.

## Názory a odborná spolupráce

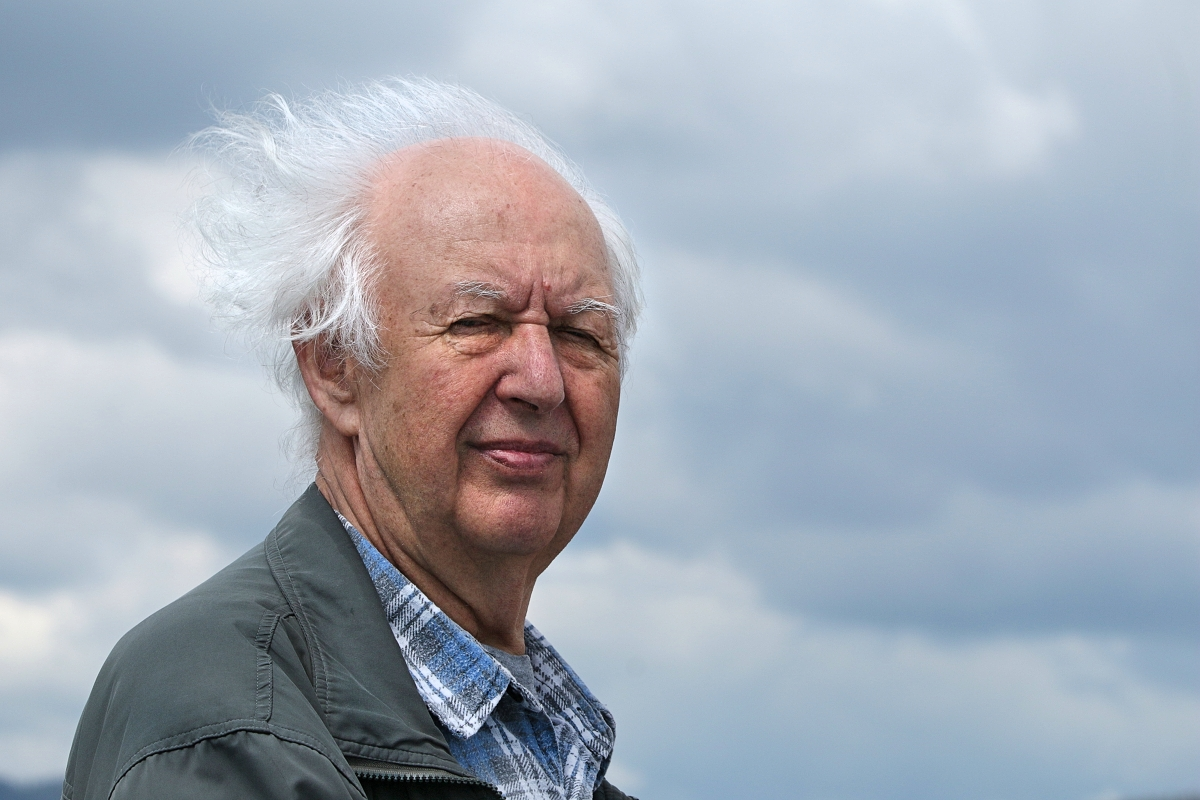
Jiří Langer v roce 2017

Lidové stavitelství, zkoumané z hlediska historického, sociálního a etnografického, chápe jako prostředek k poznání člověka v minulosti, jeho potřeb a možností determinovanými společenskými podmínkami. Podílí se na řešení problematiky muzeí v přírodě v teoretické i praktické rovině. Klade důraz na vědeckou pravdivost, maximální komplexnost funkcí a prezentovaných forem. Patří k hlavním tvůrcům Muzea oravské dědiny; pro Muzeum liptovské dědiny v Pribylině a Muzeum lidové architektury ve Staré Ľubovni zpracoval etnografickou studii.
Od roku 1964 spolupracoval na koncepci a činnosti subkomise pro lidové stavitelství, obydlí a sídla Mezinárodní komise pro studium lidové kultury Karpat a Balkánu. Od roku 1986 členem Asociace evropských muzeí v přírodě a členem vědeckých a redakčních rad mnoha muzeí v přírodě v Česku a na Slovensku (například Muzeum vesnice jihovýchodní Moravy ve Strážnici, Soubor lidových staveb Vysočina, Kysucké muzeum, Muzeum slovenské dědiny v Martině). Roku 1992 byl u zrodu časopisu Ethnologia europae centralis a v letech 1999 - 2016 jeho šéfredaktorem. V roce 2011 získal spolu s architektem Karlem Kučou prestižní cenu Europa Nostra za dvousvazkovou publikaci Dřevěné kostely a zvonice. Je čestným členem České národopisné společnosti.

## Dílo

### Monografie
- Krása v dreve zakliata = Beauté enchanté dans le bois (Variant.) = Beauty in wood (Variant.) = Schönheit in Holz verzaubert (Variant.) = Zakoldovannaja v dreve krasota (Variant.). (LANGER, Jiří, SVOBODOVÁ, Julie a Magdaléna ROBINSONOVÁ) 1. vyd. Bratislava: Pallas, 1971.
- Trstená 600-ročná. 1. vyd. Martin: Osveta, 1973.
- Valašské muzeum: oživené chalupy a lidé. (LANGER, Jiří a Ladislav BUZEK.) 1. vyd. Ostrava: Profil, 1975.
- Naše lidové stavby. (LANGER, Jiří a Josef VAŘEKA.) 1. vyd. Praha: Albatros, 1983. Oko.
- Múzeum oravskej dediny: Sprievodca po expozícii.' (ČAPLOVIČOVÁ, Zdena, Jiří LANGER a Peter HUBA) Martin: Osveta, 1990.
- Association of European Open Air Museums. Meeting a Langer, Jiří, ed. 14. Tagung des Verbandes Europäischer Freilichtmuseen = 14. Meeting of the Association of European Open-Air Museums: [Rožnov pod Radhoštěm 3.-9. 9. 1990, Valašské muzeum v přírodě: Tagungsbericht. Rožnov p. R.: Valašské muzeum v přírodě, 1991. 173 s. ISBN 80-900028-4-6.
- Cesty po minulosti Oravy. [Dolný Kubín] : Huba, 1993. ISBN 80-900551-8-4.
- Co mohou prozradit lidové stavby: lidové stavební tradice v severozápadních Karpatech a jejich kulturní funkce. Vyd. 1. Rožnov pod Radhoštěm: Ready, 1997. ISBN 80-238-1007-3.
- Dům v Karpatech a přilehlých oblastech balkánských. (LANGER, Jiří a Helena BOČKOVÁ) Rožnov pod Radhoštěm: Valašské muzeum v přírodě, 1999. ISBN 80-238-4290-0.
- Studie k lidovému stavitelství III: Architektura v lidové kultuře : systém informací pro počítačový program. Klatovy: Okresní muzeum, 1999. Lidová architektura. ISBN 80-86104-21-4.
- Evropská muzea v přírodě. Praha:Baset, 2005. ISBN 80-7340-069-3. Recenze
- Dřevěné kostely a zvonice v Evropě (LANGER, Jiří a Karel KUČA.) Vyd. 1. Praha: Paseka, 2009. ISBN 978-80-7185-982-6.; publikace byla nominována na cenu Magnesia Litera 2010). Recenze
- Lidové stavby v Evropě. 1. vyd. Praha: Grada, 2010. ISBN 978-80-247-2072-2.
- Obydlí v Karpatech a přilehlých oblastech balkánských: syntéza mezinárodního výzkumu. (LANGER, Jiří a Helena BOČKOVÁ.) Vyd. 1. Ostrava: Šmíra-Print, 2010. ISBN 978-80-87427-07-1.Recenze
- Beskydy: stavby a život v nich. Vyd. 1. Třinec: Wart pro Šmíra-Print, 2011. ISBN 978-80-905079-0-6.
- Rožnov - město dřevěné. Vyd. 1. Rožnov pod Radhoštěm: Město Rožnov pod Radhoštěm, 2014. Rožnovské malé tisky. ISBN 978-80-87977-01-9.
- Za prahem roubených chalup: putování tuláka Valašskem. Vyd. 1. Karolinka: Sdružení pro rozvoj Soláně, 2014. Soláň. ISBN 978-80-88008-01-9.
- OG 50 & Rezervované pre budúcnosť.(ĽUPTÁKOVÁ, Eva, Dagmar ADAMUSOVÁ, Jiří LANGER a Ľudovít PETRÁNSKY) V Dolnom Kubíne: Oravská galéria, 2015. ISBN 978-80-88918-31-8.
- Cestou napříč obory a krajinami: k životnímu jubileu vědce a muzejníka Jiřího Langra. (PODOBA, Juraj a Radek BRYOL.) Rožnov pod Radhoštěm: Metodické centrum pro muzea v přírodě Valašské muzeum v přírodě v Rožnově pod Radhoštěm, 2017.[cit. 2020-05-27] ISBN 978-80-87210-65-9. Dostupné v archivu, [8]
- Lidové stavby v České republice. Praha: Národní památkový ústav 2019. ISBN 978-80-86516-99-8. anotace
- Open-Air Museums in Europe. Cambridge Scholars Publishing 2022.ISBN 978-1-5275-8956-8. náhled

### Články
- Z činnosti Oravskej galérie. In: Zborník Oravského múzea 1. -- (1968), s. 342-343
- Zdobené portály na oravských ľudových domoch. In. Slovenský národopis 3. -- Roč. 16 (1968), s. 297-317. ISSN 1335-1303.
- Tri roky Oravskej galérie. In: Zborník slovenského národného múzea : etnografia 11. -- (1970), s. 245-252. ISSN 0139-5475.
- Činnosť Oravskej galérie. In: Zborník Oravského múzea 2. -- (1971), s. 236-237
- Pojem "ekotyp" a metodologické problémy jeho vymedzenia. In: Slovenský národopis Vol. 42, 1994, No. 1: pp. 3-13. ISSN 1335-1303.
- Ľudová alebo vernakulárna architektúra?. Pamiatky a múzeá, roč. 51, 2002, čís. 4., s. 20. - 21. ISSN 1335-4353
- Zahraniční trendy a zkušenosti s koncepcí expozic v muzeích v přírodě. In: Museum vivum. Sborník Valašského muzea v přírodě v Rožnově pod Radhoštěm. 3.-4. ročník.dostupné online Rožnov pod Radhoštěm: Valašské muzeum v přírodě, 2007-2008, s. 96-101. ISSN 1803-1358.
- Metodický přístup ke studiu dřevěných kostelů a jejich mezinárodní souvislosti na severovýchodní Moravě a Těšínském Slezsku. In: Vesnická stavební kultura : stavební materiál - domová dispozice - slohové ohlasy - dřevěné sakrální stavby. Brno: Masarykova univerzita, 2014. Etnologické studie, sv. 18., ISBN 978-80-210-7540-5, s. 187-195.
- Zatknutý. In: Zvuk : časopis pro kulturu a společenské dění -- Zlín. -- ISSN 1214-0139. -- jaro-léto (2018), s. 41-45.
- Mágia Púchovskej doliny. In: Zvuk : časopis pro kulturu a společenské dění -- Zlín. -- ISSN 1214-0139. -- jaro-léto (2019),s. 105-109.

### Výstavy
- 2001 Orava v kresbách Juraja Langera Múzeum oravskej dediny, Zuberec, Slovensko
- 2009 Dřevěné kostely Evropy: kresby z knihy a fotografie Muzeum a pamětní síň S.Freuda, Příbor.
- 2011 Z rožnovských skicáků Galerie na radnici, Rožnov pod Radhoštěm. [9]
- 2016 Orava v kresbách Juraja Langera. Drevené kostoly v Európe Múzeum oravskej dediny, Zuberec, Slovensko
- 2021 PhDr. Jiří Langer, CSc., etnolog, historik, muzejník Valašské muzeum v přírodě, Rožnov pod Radhoštěm [10]
- 2024 PhDr. Jiří Langer, CSc., etnológ, historik, muzejník Slovenské národné múzeum v Martine – Múzeum slovenskej dediny, Jahodnícke háje, Martin [11]

## Ocenění
- 2009 cena Andreja Kmeťa za prínos pre múzejníctvo na Slovensku [12]
- 2011 cena European Union Prize for Cultural Heritage / Europa Nostra Awards[13]
- 2016 cena Artis Bohemiae Amicis[14]
- 2019 cena Jože Plečnika[15]